# النوع الثاني من متلازمة رامسي-هانت
النوع الثاني من متلازمة رامسي-هانت ويسمى أيضًا الهربس النطاقي الأذني، هو اضطرابٌ يحدث بسبب إعادة تنشيط فيروس جدري الماء النطاقي في العقدة الركبية، وهي حزمةٌ من الخلايا العصبية في العصب الوجهي.
يبدأ هذه الاضطراب عادةً بعدم القدرة على تحريك عددٍ من عضلات الوجه، وألمٍ في الأذن، وفقدانٌ لحاسة الذوق في مقدمة اللسان، وجفافٍ في العينين والفم، وطفحٍ جلدي حويصلي.

## العلامات والأعراض
يحدثٌ عددٌ من الأعراض، وتتضمن شلل العصب الوجهي، وألم في الأذن، وفقدان حاسة الذوق في ثلثي مقدمة اللسان، وجفاف العينين والفم، وطفح حويصلي حمامي في قناة الأذن، واللسان، و/أو الحنك الصلب.
قد يتأثر العصب الدهليزي القوقعي أيضًا، وذلك كونه قريبٌ من العقدة الركبية، حيثُ يعاني المريض من طنين، وفقدان السمع، ودوار. تأثر العصب ثلاثي التوائم قد يؤدي إلى تنمل في الوجه.

## الفيزيولوجيا المرضية
يرتبط النوع الثاني من متلازمة رامسي-هانت مع الهربس النطاقي في العقدة الركبية. يعد حدوث العدوى الأولية، فإنَّ فيروس جدري الماء النطاقي يبقى كامنًا في جسم الخلايا العصبية، حيث يبقى بعيدًا عن الجهاز العصبي، وعندما تسنح لهُ الفرصة، مثلًا عند حدوث مرضٍ مُثبطٍ للمناعة، فإنَّ الفيروس ينتقل إلى نهاية الخلية العصبية، حيثُ يسبب الأعراض المرضية.
العُقدة المتأثرة مسؤولةٌ عن حركة عضلات الوجه، وإحساس اللمس في جزءٍ من الأذن وقناة السمع، ووظيفة الذوق في ثلثي مقدمة اللسان، وترطيب الفم والعينين. يُمكن أن يشار إلى المتلازمة بأنها ضعف العضلات المُنشطة بالعصب الوجهي، ولكن الأخيرة تُسمى شلل الوجه النصفي (شلل بيل).
كما هو الحال في الهربس النطاقي، فإنَّ عدم وجود الآفات أو الأعراض لا يُشير قطعًا إلى استثناء حدوث العدوى بالهربس. حتى قبل حدوث الطفح الحويصلي، فإنه يُمكن الكشف عن وجود فيروس جدري الماء النطاقي من جلد الأذن.

## التشخيص
يمكن تشخيص النوع الثاني من متلازمة رامسي-هانت على أساس العلامات السريرية، وعلى الرغم من هذا، إلا أنهُ في الحالات الغامضة فإنَّ تفاعل البوليميراز المتسلسل أو الفحص المناعي المباشر للسائل الحويصلي يمكن أن يُساعد في التشخيص. يجب إجراء دراساتٍ مخبرية لعدد خلايا الدم البيضاء وسرعة ترسب الدم والكهارل، وذلك للتفريق بين مسببات العدوى والالتهابات.

### التشخيص السريري
يُبحث في الفحص الجسدي عن وجود طفحٍ حويصلي على القناة السمعية الخارجية، أو محارة الأذن، أو صيوان الأذن. جفاف العين مع احتمال تلف النسيج الطلائي السفلي للقرنية يسبب إغلاقًا غيرُ كاملٍ لجفون العين.

### إجراءات التشخيص
عادةً ما يمكن تشخيص النوع الثاني من متلازمة رامسي-هانت بناءً على المظاهر السريرية، ولكن في بعض الحالات المُشتبه بها (المظاهر السريرية غير واضحةٍ)، فإنه يُمكن عزل فيروس جدري الماء النطاقي من سائل الحويصلة. قد تحتوي مزرعة تفاعل البوليميراز المتسلسل للدموع على فيروس جدري الماء النطاقي.
قد يكون لدى 25-35% من المرضى الذين يعانون من شلل الوجه النصفي فيروسٌ كاذبٌ في الدموع. في حالة الاشتباه بحدوث مضاعفاتٍ في الجهاز العصبي المركزي مثل التهاب السحايا أو التهاب البطين أو التهاب السحايا والدماغ، فإنه يُوصى بإجراء ثقبٍ قُطني سريع مع تحليل السائل الشوكي وتصويره (تصوير مقطعي محوسب للرأس).

## الوقاية
يُمنع حدوث الهربس النطاقي باستعمال عاملٍ مناعي ضد الفيروس المُسبب، مثلً زوستافاكس، وهو شكلٌ قوي من لقاح جدري الماء.

## العلاج
يعد العلاج بالبريدنيزون ومضاد الفيروسات آسيكلوفير 800 ملغ 5 مرات يوميًا أمرًا مثيرًا للجدل، حيث أظهرت بعض الدراسات شفاءً تامًا في المرضى إذا بدأ العلاج خلال الأيام الثلاثة الأولى من شلل الوجه، مع انخفاض فرص الشفاء بتأخير العلاج. قد يؤدي تأخير العلاج إلى شللٍ دائمٍ في العصب الوجهي. على الرغم من هذا، إلا أنَّ بعض الدراسات أثبتت أنه حتى عند بدء الستيرويدات مباشرةً، فإنَّ 22% فقط من جميع المرضى يحصل لديهم شفاء تام من شلل الوجه.
يبدو أن العلاج ليس له أي تأثيرٍ على استعادة قوة السمع. يستعمل الديازيبام أحيانًا في علاج الدوار.

## التاريخ
سُميت نسبةً إلى طبيب الأعصاب جيمس رامسي هانت.